# 早川庄八
早川 庄八（はやかわ しょうはち、1935年2月24日 - 1998年10月10日）は、日本の日本史学者。
東京出身

## 経歴
- 1954年4月 東京大学教養部文科2類入学
- 1958年4月 東京大学大学院人文科学研究科(国史学専攻)入学
- 1959年4月 宮内庁書陵部編修課勤務
- 1966年4月 東京大学文学部助手
- 1968年4月 名古屋大学教養部講師
- 1970年5月 名古屋大学教養部助教授
- 1981年4月 名古屋大学文学部助教授
- 1987年4月 名古屋大学文学部教授
- 1991年11月 「宣旨試論」で博士(文学)(東京大学)の学位を取得
- 1998年3月 名古屋大学を定年退官
- 1998年10月 逝去

## 著書
- 『日本の歴史 4 律令国家』小学館 1974
- 『中世に生きる律令 言葉と事件をめぐって』1986 平凡社選書
- 『日本古代官僚制の研究』 岩波書店 1986
- 『宣旨試論』岩波書店 1990
- 『続日本紀』（古典精読シリーズ）岩波セミナーブックス　1993
- 『日本古代の文書と典籍』吉川弘文館 1997　ISBN　9784642023122。オンデマンド版　2021年 ISBN 9784642723121
- 『天皇と古代国家』2000 講談社学術文庫
- 『日本古代の財政制度』名著刊行会 2000

## 参考
- 『日本人名大事典』
- 『名古屋大学文学部研究論集 史学』(No.44 P1-5)

| スタブアイコン | サブスタブ | この項目は、まだ閲覧者の調べものの参照としては役立たない、人物に関連した書きかけの項目です。この項目を加筆・訂正などしてくださる協力者を求めています（P:人物伝/PJ:人物伝）。 |